# Le Crestet
Le Crestet è un comune francese di 551 abitanti situato nel dipartimento dell'Ardèche nella regione dell'Alvernia-Rodano-Alpi.

## Società

### Evoluzione demografica
Abitanti censiti

## Amministrazione

### Gemellaggi
Le Crestet è gemellata con:
- Orco Feglino